# Jean Victor Adam
Jean-Victor Vincent Adam (Parigi, 28 gennaio 1801 – Viroflay, 30 dicembre 1867) è stato un pittore e litografo francese, famoso per aver realizzato la galleria storica di Versailles.

## Biografia

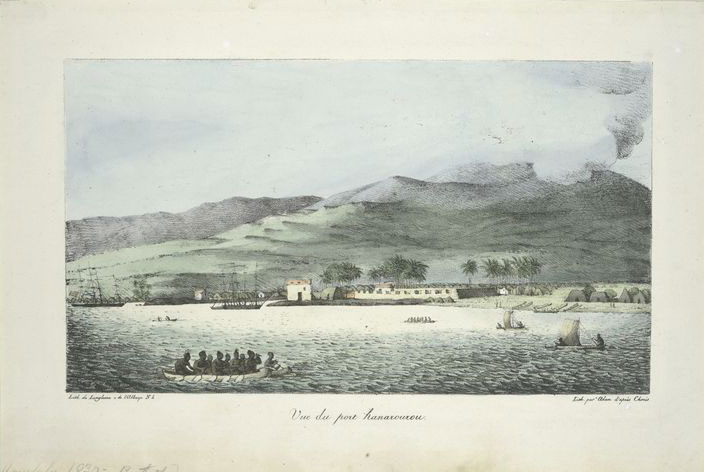
Vue du Port Hanarourou

Fu allievo di Charles Meynier e successivamente del barone Jean-Baptiste Regnault. Al Salon de peinture et de sculpture del 1819, presentò Erminia soccorre Tancredi; dal 1824, iniziò a lavorare con la tecnica della litografia, realizzando nella sua carriera oltre quattromila pezzi su temi storici, scene di costume, di caccia e di cavalli. A lui si devono, inoltre, le illustrazioni per le opere di François Rabelais nel 1810 e per le Favole di Jean-Pierre Claris de Florian nel 1838. L'anno successivo realizzò le illustrazioni del libro Parigi nel XIX secolo e, nel 1844, quelle per il libro Fatti memorabili della storia di Francia.
Morì a Viroflay nel 1867.